# Un parell de sonats
 Un parell de sonats  (original: Kingpin) és una pel·lícula estatunidenca produïda el 1996 pels Germans Farrelly i doblada al català.

## Argument
Quan Roy Munson, brillant i jove jugador de bitlles amb un brillant futur, marxa de la seva ciutat d'Ocelot per a una carrera professional, no sap que guanyant l'orgullós Ernie s'enfonsarà en la decadència més total. En efecte aquest no suporta veure un rival d'aquesta dimensió i embolicarà Roy en una aposta dubtosa que li farà perdre la seva mà. Després d'anys de galera una resplendor d'esperança es presentarà en la persona d'Ishmael, jove Amish superdotat del joc de bitlles però poc espavilat. Entre els dos protagonistes comença una improbable amistat. Fan doncs causa comuna per guanyar el torneig de joc de bitlles de Reno dotat d'un milió de dòlars. Un per salvar la seva comunitat de la fallida i l'altre per sortir del fang.

## Repartiment
- Woody Harrelson: Roy Munson
- Randy Quaid: Ishmael
- Vanessa Angel: Claudia
- Bill Murray: Ernie McCracken